# Giardino botanico di Pratorondanino
Il giardino botanico montano di Pratorondanino è un'area protetta provinciale situata nel comune di Campo Ligure, in valle Stura. È stato istituito con deliberazione del Consiglio regionale della Liguria n. 33 del 13/10/98.
Situato a 768 m s.l.m. e ideato nel 1979 dal GLAO (Gruppo ligure amatori orchidee), dal 1983 ha allargato il suo campo a numerose altre specie botaniche principalmente della flora alpina, appenninica e montana in generale.

## Informazioni utili
Il giardino botanico è aperto da aprile a settembre; i periodi durante i quali le piante fioriscono maggiormente sono tra maggio e giugno.

### Come arrivare
Il giardino si trova in località Pratorondanino e si può raggiungere da Masone tramite il suo casello lungo l'autostrada Genova-Alessandria; da Campo Ligure; da Bosio (AL) e da Genova Pontedecimo tramite strade provinciali o regionali seguendo le indicazioni.

## Piante presenti di maggiore interesse
Tra le tante piante presenti nel giardino vi sono:
- 14 specie di rododendri
- 2 esemplari chiamati comunemente sequoia:  Sequoiadendron giganteum e  Sequoia sempervirens
- Ginkgo biloba
- Wollemia nobilis o pino di Wollemia; rarissima pianta originaria dell'Australia, sono stati, infatti, stimati solamente 100 esemplari[1]
- numerose orchidee (posizionate in un'aiuola sotto un abete) specialmente Cypripedium
- tre aiuole rocciose con tre tipi di habitat rocciosi fondamentali, adatti alle specie botaniche presenti e cioè il calcareo, il silicio e il serpentinoso
- una collezione di 50 Sempervivum e numerosi Sedum provenienti da tutta Europa
- alcune specie considerate dalla Società botanica italiana specie in via d'estinzione come Eryngium alpinum, Lilium pomponium e Wulfenia carinthiaca
- rappresentanze dell'intera flora ligure montana tra cui Viola bertolonii e Cerastium utriense
- nonché numerose specie arboree più comuni anche in Italia come l'abete bianco (Abies alba), l'abete rosso (Picea abies), il pino mugo (Pinus mugo), il larice (Larix decidua), il tasso (Taxus baccata), il castagno (Castanea sativa), il rovere (Quercus petraea), il faggio (Fagus sylvatica), il ciliegio (Prunus avium), la robinia (Robinia pseudoacacia) e il sorbo degli uccellatori (Sorbus aucuparia).

## Galleria d'immagini

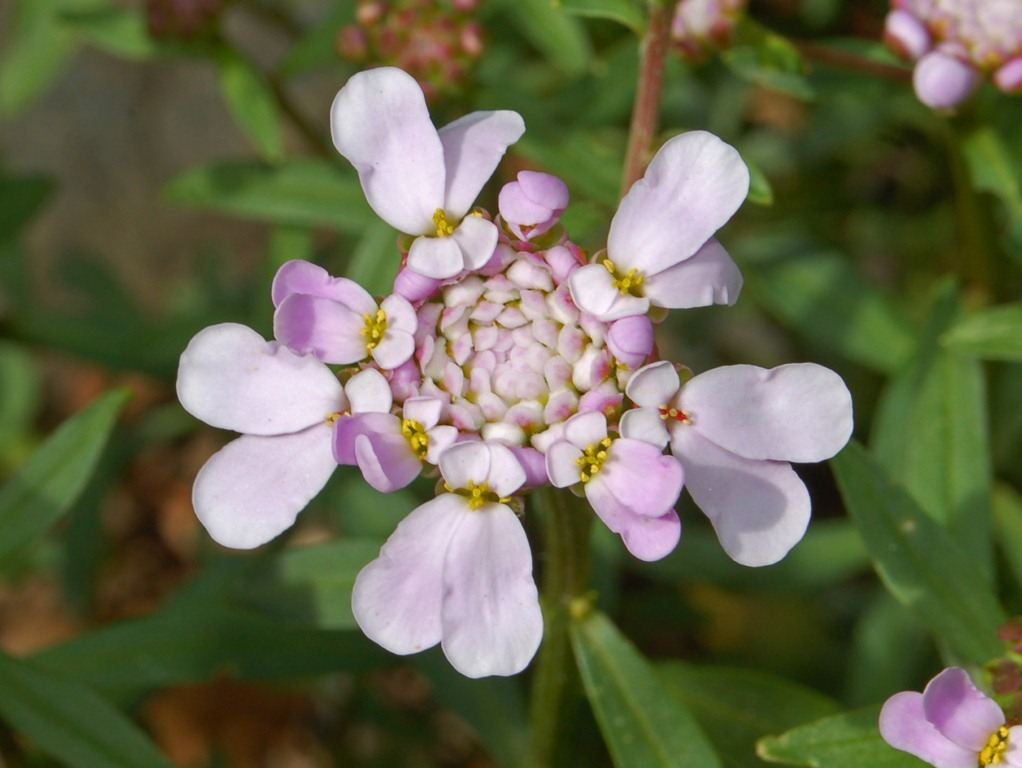
Iberis umbellata (Brassicaceae)
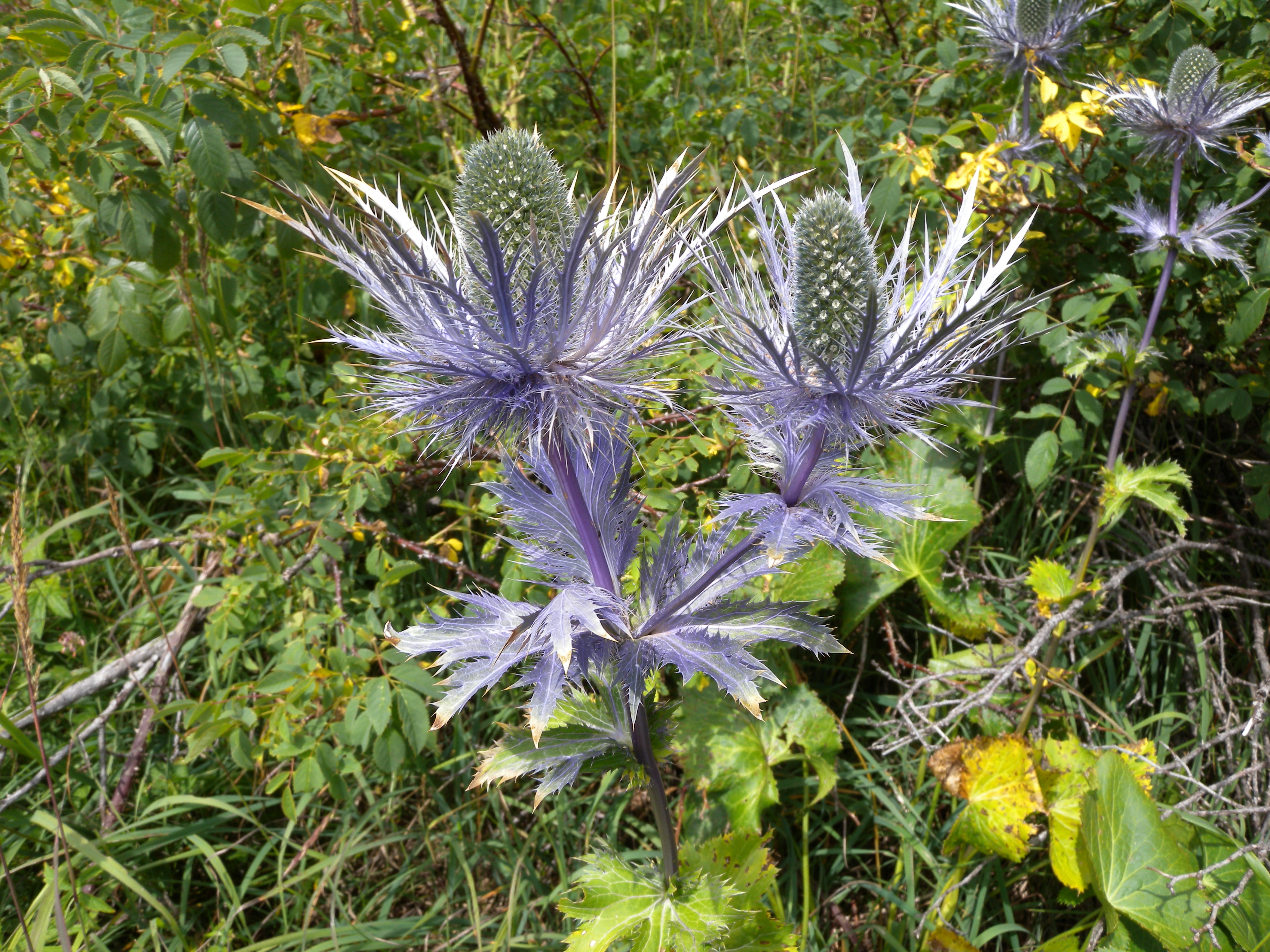
Eryngium alpinum (Asteraceae)
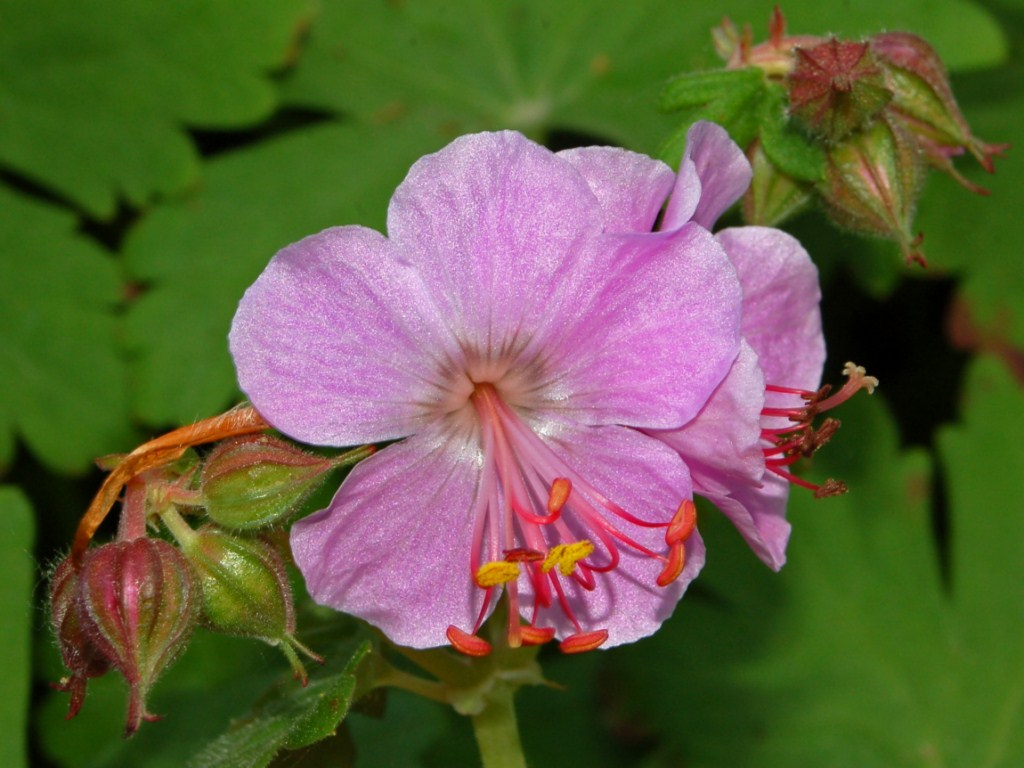
Geranium caespitosum var. fremontii (Geraniaceae)
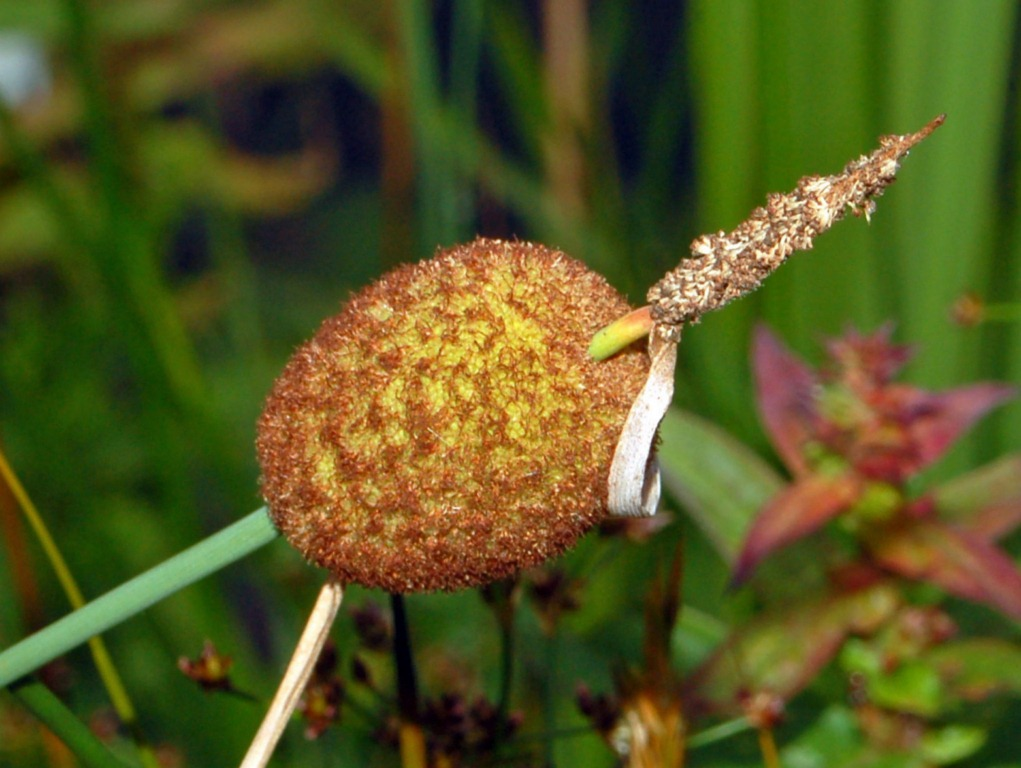
Typha minima (Typhaceae)